# Protocalliphora lii
Protocalliphora lii är en tvåvingeart som beskrevs av Fan 1965. Protocalliphora lii ingår i släktet Protocalliphora och familjen spyflugor. Inga underarter finns listade i Catalogue of Life.